# Fukaya-shuku

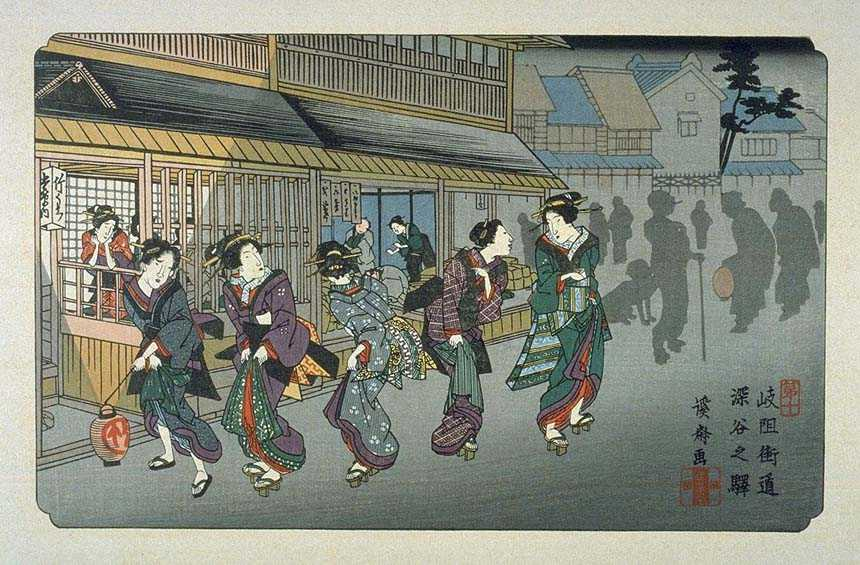
Fukaya-shuku, estampe de Keisai Eisen de la série Les Soixante-neuf Stations du Kiso Kaidō.

Fukaya-shuku (深谷宿, Fukaya-shuku) était la neuvième des soixante-neuf stations du Nakasendō. Elle est située dans la ville moderne de Fukaya, préfecture de Saitama au Japon.

## Histoire
À la différence de beaucoup des stations qui existaient durant la période Edo avant la création du Nakasendō, Fukaya-shuku avait été établie pour faire partie du Nakasendō. Durant la période Sengoku s'y trouvait le château Fukaya qui appartenait au clan Uesugi. Il reste encore aujourd'hui des éléments du honjin et du château.

## Stations voisines
Nakasendō
Kumagai-shuku – Fukaya-shuku – Honjō-shuku